# Skeand
Skeand (latin: Anas clypeata) er en fugl i familien af egentlige andefugle. Den har en længde på 44-52 cm med et vingefang på 70-84 cm. Den kan leve op til 20 år. Fuglen er almindelig i Danmark som trækfugl, mens den er mere sjælden som ynglefugl.
Hvert år omkring midten af april lægger hunnen 9-11 æg med en udrugningstid på 22-23 dage. Det er altid hunnen alene, der sørger for pasningen af ungerne. Ynglepladserne findes fx i Vestjylland, Sønderjylland, ved Limfjorden, Sydfynske Øhav og på Sydhavsøerne. Særligt store bestande findes i Tøndermarsken og på Saltholm. Det er især i lavvandsområder og i søer ved kysterne at man kan finde denne andefugl. Ynglebestanden er vurderet som sårbar på den danske rødliste.
Skeandens føde består af meget små vanddyr, fx krebsdyr o.l., og ligeledes vandplanter og frø. Oftest findes føden i vandoverfladen, hvor fuglen "sier" vandet ved hjælp af sit skeformede næb.